# Balet
Balet è un termine che nella lingua occitana designa, nell'ambito delle danze popolari, due differenti tipi di danze occitane: un ballo originario della valle Vermenagna e la parte conclusiva di molte danze occitane come la gigo o la courento. Come danza a sé stante, nel passato, era praticato anche in alta val Varaita, eseguito in due varianti: per due coppie o per gruppi numerosi di ballerini, si chiamava Baletoun a Pontechianale e Baletas a Bellino e Casteldelfino.

## Balet della val Vermanagna
Danza di coppia divisa in due parti.

### Prima parte
La coppia in posizione frontale, staccata, le donne con le mani appoggiate sul davanti delle cosce (sulla gonna), fa un balletto con il passo tipico della valle, questa parte termina con una chiusura.

### Seconda parte
I ballerini si allacciano per un giro di braccia prima in senso orario e poi in senso antiorario.
Si ripete lo schema per un numero di volte stabilito dai musicisti.

## Balet come parte conclusiva
Come parte conclusiva di molte danze occitane il balet si svolge in due modi differenti: come virà di coppia o come mulino a seconda del ballo che chiude o a scelta dei ballerini.
Se è a chiusura di un ballo di gruppo con un grande numero di coppie, come una courente della val Varaita, si esegue come virà al cui termine i cavalieri si portano verso il centro del cerchio (4 passi), si girano, ritornano verso l'esterno (4 passi) spostandosi leggermente verso destra in modo da trovarsi davanti ad un'altra dama per il virà seguente, la tradizione vuole che i musicisti ripetano la frase musicale tante volte in modo che tutte le persone nel cerchio possano incontrarsi.
Se è a conclusione di danze che coinvolgono due o tre coppie, sta ai danzatori decide quale balet fare. Se optano per il mulino dopo la parte di balà con fronte al centro, le persone opposte si danno la mano destra e con quella sinistra prendono il braccio, vicino al gomito, della persona che hanno a sinistra, così legati fanno il virà. Se optano per il balet normale alternano il balà fronte al centro al virà con la ballerina a sinistra, avendo l'accortezza di depositarla, alla fine dei giri, a  destra così da poter fare li balet seguente con una nuova balleria. I giri dovrebbero essere uguali al numero di coppie così che tutti possano ballare insieme

## Discografia
- 1989 AA.VV. Muzique Ousitane 2—Soulestrelh
- 1998 Silvio Peron e Gabriele Ferrero Ballo delle valli occitane d'Italia—Robi Droli